# Ephebopus fossor
Ephebopus fossor är en spindelart som beskrevs av Pocock 1903. Ephebopus fossor ingår i släktet Ephebopus och familjen fågelspindlar.
Artens utbredningsområde är Ecuador. Inga underarter finns listade i Catalogue of Life.